# Município de Madison (condado de Butler, Ohio)
O município de Madison (em inglês: Madison Township) é um município localizado no condado de Butler no estado estadounidense de Ohio. No ano de 2010 tinha uma população de 8.448 habitantes e uma densidade populacional de 90,25 pessoas por km².

## Geografia
O município de Madison encontra-se localizado nas coordenadas 39° 32′ 11″ N, 84° 25′ 32″ O. Segundo a Departamento do Censo dos Estados Unidos, o município tem uma superfície total de 93.6 km², da qual 92.62 km² correspondem a terra firme e (1.05%) 0.98 km² é água.

## Demografia
Segundo o censo de 2010, tinha 8.448 habitantes residindo no município de Madison. A densidade populacional era de 90,25 hab./km². Dos 8.448 habitantes, o município de Madison estava composto pelo 97.9% brancos, o 0.59% eram afroamericanos, o 0.09% eram amerindios, o 0.24% eram asiáticos, o 0.04% eram insulares do Pacífico, o 0.13% eram de outras raças e o 1.01% pertenciam a dois ou mais raças. Do total da população o 0.51% eram hispanos ou latinos de qualquer raça.